# Cattedrale di latta

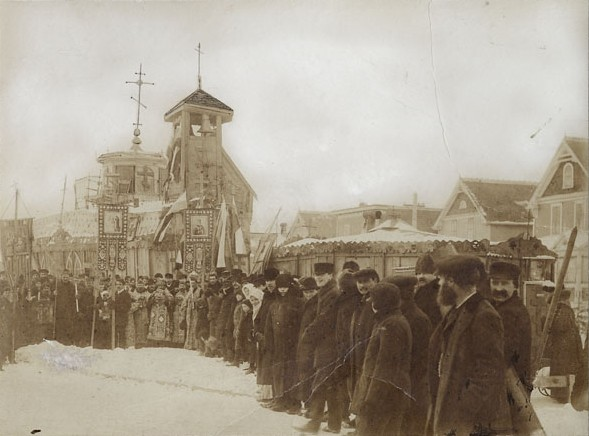
La Chiesa Serafimita.

La Cattedrale di latta (in ucraino Бляшана Катедра?, Bljašana Katedra) è stata la prima chiesa indipendente ucraina in America del Nord. Era il cuore della Chiesa Serafimita. Fondata a Winnipeg, non aveva alcuna affiliazione con le chiese europee.

## Storia
Immigrati ucraini cominciarono ad arrivare in Canada nel 1891 principalmente dalle province austro-ungariche della Bucovina e della Galizia. I nuovi arrivati dalla Bucovina erano ortodossi; quelli della Galizia cattolici orientali. In ambo i casi avevano una certa familiarità con il rito bizantino. Nel 1903 la popolazione ucraina inseditasi nel Canada occidentale era diventata abbastanza numerosa da attirare l'attenzione di leader religiosi, politici ed educatori.

## Figure centrali

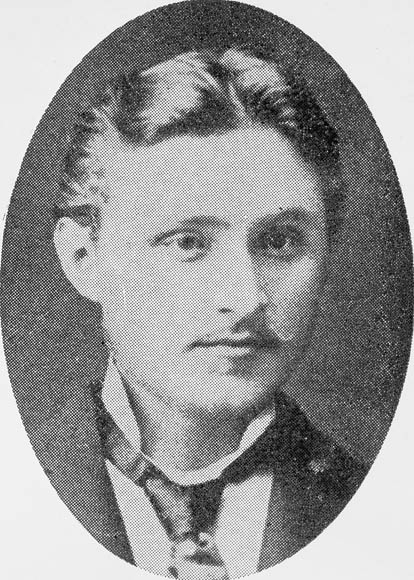
Cyril Genik.

- Cyril Genik. Fu il personaggio centrale della comunità ucraina di Winnipeg a cavallo tra Ottocento e Novecento. Originario del villaggio di Bereziv nella contea di Kolomyja, nel Voivodato di Stanisławów, dopo essersi diplomato nel liceo ucraino di Leopoli iniziò gli studi di giurisprudenza presso l'Università di Černivci[1]. Genik era amico dello scrittore ucraino Ivan Franko, la cui satira pungente sul clero del suo tempo e le cui inclinazioni socialiste erano probabilmente condivise da Genik, che ne divenne poi testimone di nozze. Al suo arrivo in Canada, divenne il primo ucraino ad essere assunto dal governo canadese: come funzionario dell'ufficio immigrazione accompagnava i nuovi coloni nelle rispettive fattorie. Il cugino di Genik, Ivan Bodrug (1874-1952), e l'amico Ivan Negrich (1875-1946) provenivano anch'essi dal villaggio di Bereziv ed erano abilitati all'insegnamento nelle scuole elementari in Galizia[1]. Questi tre uomini costituirono il nucleo degli intellettuali della comunità ucraina, e furono definiti "il Triumvirato di Bereziv" (in ucraino Трійця Березівська?, Trijcja Berezivs'ka). Genik, il più anziano, era l'unico dei tre già sposato. Sua moglie Pauline (nata Cjurkovs'ka) era la figlia di un sacerdote, una donna colta; i due ebbero sei figli: tre maschi e tre femmine[2].
- Vescovo Seraphim, il cui vero nome fu Stefan Ustvolskij. Ustvolskij, presbitero, era stato ridotto allo stato laicale dal Santo Sinodo russo a San Pietroburgo. La sua vita conobbe una svolta quando, per motivi personali, si recò al Monte Athos, dove fu consacrato vescovo dal Santo Anphim, che sosteneva di essere un vescovo. Si sospettava che il santo Anphim avesse ordinato Ustvolskij per ritorsione contro lo zar, forse perché a quel tempo era in atto una controversia tra il Santo Sinodo e lo zar per il controllo della Chiesa ortodossa russa[3]. Dopo essere stato consacrato vescovo, Seraphim si trasferì in America del Nord. Soggiornò dapprima con i sacerdoti ucraini a Filadelfia. Successivamente arrivò a Winnipeg, non mostrando fedeltà alla Chiesa ortodossa russa. Gli ucraini lo accolsero come un sant'uomo in viaggio, una tradizione che risale agli inizi del cristianesimo[4].
- Makarii Marchenko, fu l'assistente del vescovo Seraphim, partecipando agli eventi che portarono alla fondazione della Cattedrale di latta. Marchenko operò come diacono e cantore, aiutando Seraphim nelle funzioni della sacra liturgia. Seguì Seraphim in Canada dagli Stati Uniti. L'arcivescovo Langevin, che si trovava a San Bonifacio, fu il capo della diocesi cattolica nel Canada occidentale, a diretto contatto con il Papa, Papa Pio X. Egli credeva che i suoi sacerdoti fossero più che sufficienti per i bisogni della popolazione ucraina[5].
- Altre figure rilevanti furono il dottor William Patrick, capo del Manitoba College (un collegio presbiteriano a Winnipeg), il partito liberale del Manitoba ed i missionari russi ortodossi.

## Avvenimenti
Se un singolo incidente ha innescato il seguente dramma, potrebbe essere stato quando un deputato del Parlamento dello Stato canadese del Manitoba, Joseph Bernier, ha introdotto nel 1902 un disegno di legge dal titolo "Proprietà di trasporto della Chiesa greco-cattolica rutena in comunione con Roma".
L'arcivescovo Langevin aveva dichiarato "i ruteni devono dimostrare di essere cattolici donando le loro proprietà alla chiesa e non, come fanno i protestanti [...] ad un individuo o comitato di laici, indipendentemente dal sacerdote o vescovo." La dimensione della popolazione ucraina nelle praterie aveva anche suscitato l'interesse dei missionari russi ortodossi. All'epoca la Chiesa ortodossa russa spendeva 100.000 dollari all'anno per finanziare missioni in Nord America. Inoltre, anche la Chiesa presbiteriana aveva invitato dei giovani della comunità ucraina a frequentare il «Manitoba College», dove furono istituiti corsi speciali per i giovani ucraini che volevano diventare insegnanti (e, in un secondo tempo, sacerdoti indipendenti della Chiesa ortodossa greca). Il direttore del College, il dottor King, sfruttando la sua ottima conoscenza della lingua tedesca, effettuò i colloqui con i candidati Bodrug e Negrich in tedesco. Genik tradusse i documenti scolastici in forma scritta dal polacco all'inglese. I tre ragazzi di Bereziv divennero così i primi studenti ucraini di un'università dell'America del Nord.
Genik, Bodrug e Negrich si dettero da fare rapidamente per cercare di fondare una loro comunità. Hanno portato anche Seraphim, che giunse a Winnipeg nel mese di aprile del 1903 per creare una Chiesa cristiana indipendente, e che non avrebbe avuto alcun obbligo di appartenenza a nessuno dei gruppi religiosi che si contendevano la fede dei nuovi immigrati ucraini. Per soddisfare le loro esigenze spirituali, Seraphim fondò una "Chiesa russa ortodossa" (diversa però dalla Chiesa ortodossa russa), di cui si autoproclamò capo, e per ingraziarsi gli ucraini la rinominò anche "Chiesa Serafina". Introdusse per i fedeli un rito di tipo orientale che era familiare agli immigrati, cominciò a ordinare cantori e diaconi, e "...il 13 dicembre 1903, un piccolo edificio quadrato sul lato est di McGregor Street tra Manitoba e Pritchard Avenue, che avrebbe potuto essere chiamata la chiesa dello Spirito Santo, è stata ufficialmente benedetta da Seraphim e aperta al culto." "Nel novembre del 1904 iniziò a costruire la sua celebre cosiddetta Cattedrale di latta all'angolo tra King Street e Stella Avenue,..." Assai carismatico, Seraphim "... ordinò circa 50 sacerdoti e numerosi diaconi, molti dei quali quasi analfabeti, che svolsero funzioni sacerdotali nel corso della costruzione degli insediamenti, predicando un'ortodossia indipendente nell'ambito della proprietà fiduciaria della chiesa. In soli due anni questa chiesa attirò quasi 60.000 adepti..."
A causa di problemi con l'alcol Seraphim perse la fiducia degli intellettuali che lo avevano invitato a Winnipeg, e con un colpo di mano la comunità riuscì a liberarsi di lui senza perdere la congregazione da lui creata. Seraphim, dal canto suo, tornò in Europa: si recò a San Pietroburgo per cercare di ottenere il riconoscimento e il finanziamento dal lontano Santissimo Sinodo russo per la fiorente "Chiesa Serafita". In sua assenza Ivan Bodrug e Ivan Negrich, già studenti di teologia presso il Manitoba College, insieme ad alcuni sacerdoti nella Chiesa Serafita sono stati in grado di ottenere garanzie di finanziamenti presbiteriani per la Chiesa Serafita con la clausola che, nel corso del tempo, sarebbe stato adottato un modello presbiteriano. "Nel tardo autunno del 1904 Seraphim tornò dalla Russia, ma non portò posobiye con lui." Al suo ritorno, si rese conto del tradimento ed immediatamente scomunicò tutti i sacerdoti coinvolti in questa manovra. Pubblicò le loro fotografie sui giornali locali con i loro nomi stampati sul petto, come se fossero dei criminali. Ma la sua vendetta si rivelò di breve durata, quando si venne a sapere che lui stesso era stato scomunicato dal Santo Sinodo russo: "...quando il Santo Sinodo ebbe scomunicato Seraphim e tutti i suoi sacerdoti, egli partì nel 1908 per non tornare mai più."

## Conseguenze
In seguito a ciò si formò una comunità ucraino-canadese.
Ivan Bodrug, uno di quelli che avevano lasciato la Chiesa di Seraphim, era un sacerdote piuttosto carismatico. Divenne il capo della nuova Chiesa indipendente, situata a destra della prima chiesa. Ivan predicava un cristianesimo evangelico a causa dell'influenza presbiteriana. Visse fino al 1950. L'edificio della Chiesa di Revisione fu costruito all'angolo di Pritchard Avenue e McGregor Street. Da allora il primo fabbricato, cioè quello che Seraphim aveva in primo luogo utilizzato per la sua Chiesa, è stato demolito, mentre il secondo edificio, costruito con i finanziamenti presbiteriani, è ancora in piedi di fronte al Tempio del lavoro nella zona North-End di Winnipeg.
L'arcivescovo Langevin incrementò i suoi sforzi per cercare di assimilare la Comunità ucraina a quella cattolica romana. Mise in piedi la chiesa basiliana di San Nicola con i sacerdoti belgi, Padre Delaere ed altri, che celebravano la messa in lingua slava nella Vecchia Chiesa, vestiti secondo il rito greco, e facendo le prediche in polacco. Questa chiesa, la cattedrale cattolica ucraina indipendente di San Vladimiro e Olga, era dall'altra parte della strada, su McGregor Street, nel North-End di Winnipeg. In tali circostanze c'erano maggiori opportunità per i bambini ucraino-canadesi di imparare a parlare la lingua ucraina.
Il partito liberale, consapevole del fatto che gli ucraini non erano più alleati con l'arcivescovo Langevin e che i cattolici romani sembravano essere in linea con il partito conservatore, si fece avanti e finanziò il primo giornale in lingua ucraina in Canada, (Farmer Kanadiskyi) L'Agricoltore Canadese, di cui il primo redattore non fu altro che Ivan Negrich.
Seraphim scomparve nel 1908, ma ci sono fatti e racconti su di lui riportati nel Ukrainskyi Holos, il giornale La Voce Ucraina, tuttora pubblicato a Winnipeg. Già dal 1913 vendeva Bibbie ai lavoratori della ferrovia in British Columbia.
Cyril Genik, trasferitosi per un certo periodo con la figlia maggiore e uno dei suoi figli negli Stati Uniti, nel Nord Dakota, rientrò e morì nel 1925.
Subito dopo la partenza di Seraphim, Makarii Marchenko si dichiarò non solo il nuovo Vescovo della Chiesa Seraphimite, ma anche Arci-patriarca, Arci-Papa, Arci-Etmano e Arci-Principe. Per non correre rischi e non mostrare alcun favoritismo, scomunicò il Papa e il Santo Sinodo russo. Esistono documenti che trattano dei suoi viaggi nelle zone rurali e dei riti orientali di cui gli ucraini sentivano la mancanza.